# Colydium nigripenne
Colydium nigripenne är en skalbaggsart som beskrevs av Leconte 1863. Colydium nigripenne ingår i släktet Colydium och familjen barkbaggar. Inga underarter finns listade i Catalogue of Life.